# Musée de l'Histoire de l'immigration
Le musée de l’Histoire de l’immigration est un musée national français situé dans le palais de la Porte-Dorée dans le 12e arrondissement, à l'est de Paris. Il est ouvert au public depuis octobre 2007 et a été officiellement inauguré le 15 décembre 2014 par le président François Hollande, sept ans après son ouverture. Il est administré par l'« établissement public du palais de la Porte-Dorée » depuis janvier 2012. Sa dénomination officielle est « Musée national de l'histoire et des cultures de l'immigration ».
Selon ses statuts, l'établissement a pour mission de « rassembler, sauvegarder, mettre en valeur et rendre accessibles les éléments relatifs à l’histoire de l’immigration en France, notamment depuis le XIXe siècle ; contribuer ainsi à la reconnaissance des parcours d’intégration des populations immigrées dans la société française et faire évoluer les regards et les mentalités sur l’immigration en France ».
C'est le seul musée consacré à l’immigration en France. Il comporte une exposition permanente présentant deux siècles de l’histoire de l’immigration en croisant les points de vue historique, anthropologique et artistique. En complément, le musée propose régulièrement une programmation artistique et culturelle : expositions temporaires, conférences, concerts, cinéma, théâtre, ateliers…

## Historique du projet
Le palais de la Porte-Dorée a successivement abrité un « Musée des Colonies » (montrant la diversité démographique, culturelle, linguistique, ethnique, mais aussi faunistique de l’empire colonial français, avec des aquariums et terrariums), devenu en 1935 « Musée de la France d’outre-mer », en 1960 « Musée des arts africains et océaniens » et de 1990 à 2003 « Musée national des Arts d’Afrique et d’Océanie ». Le nom du musée a été ainsi changé par trois fois, mais à la fin du XXe siècle il devenait nécessaire de renouveler aussi le contenu, dans un contexte où la création du « musée des Arts et Civilisations d’Afrique, d’Asie, d’Océanie et des Amériques » voulu par le président de la République Jacques Chirac, allait absorber la plupart des œuvres d’« art premier » exposées.
Plusieurs projets furent alors proposés, les uns axés sur la diversité humaine et naturelle de la Terre, dans une approche anthropologique, linguistique, ethno-biologique et ethno-écologique mondiale comme celle du Pr Raymond Pujol du Musée de l'Homme, les autres axés sur l’histoire et les cultures de l’immigration en France et sur les questions d’intégration, dans une approche sociologique comme celle du projet de « Cité nationale de l’histoire de l’immigration (CNHI) » promu dès 1992 par l’Association pour un musée de l’immigration, créée par des historiens et des sociologues connus comme Geneviève Dreyfus-Armand, Nancy L. Green, Gérard Noiriel, Patrick Simon ou Patrick Weil. Leur projet part favori et en 2001, Lionel Jospin, alors premier ministre, confie à Driss el-Yazami, délégué général de l’association « Génériques », et à Rémi Schwartz, maître de requêtes au Conseil d'État, la mission d’examiner quelle forme pourrait prendre un tel lieu. Le rapport qu’ils rédigent prône la création d’un « Centre national de l’histoire et des cultures de l’immigration » au cœur d’un réseau de partenaires, à la fois musée public et lieu ouvert sur l’université, sans intégrer les thèmes de la diversité des milieux, des terroirs, des climats, des flores et des faunes, ce qui place l’aquarium hors-sujet ; il ne sera pas pour autant fermé, compte tenu de son attractivité.
Annoncé dans le programme de Jacques Chirac de 2002, le projet d’une « Cité nationale de l’histoire de l’immigration » à orientation clairement sociologique est relancé dans le cadre plus large du comité interministériel à l’intégration du 10 avril 2003 : « Suite au constat, selon lequel les représentations de l’immigration et des immigrés, trop souvent négatives, sont porteuses d’attitudes discriminatoires, conscientes ou non, qui constituent des freins d’autant plus forts à l’intégration qu’elles peuvent parfois également être intériorisées par les immigrés eux-mêmes et leurs descendants, la modification en profondeur des attitudes individuelles et collectives et des comportements qu’elles génèrent est apparue dès lors comme une nécessité. »
Le comité interministériel à l’intégration lance dans ce but deux initiatives, l’une dans le but de faire connaître l’apport des immigrés, souvent ignoré, à la construction et à l’histoire de la France par la création du musée de l’histoire de l’immigration, l’autre agissant sur le reflet qu’en donnent au quotidien les médias, notamment la télévision, puissant constructeur d’images. Dans ce cadre, Jacques Toubon se voit confier la présidence et la mise en place d’une mission de préfiguration d’un « centre de ressources et de mémoire de l’immigration ». S’appuyant sur les moyens et les compétences de l’Agence pour le développement des relations interculturelles (GIP ADRI), cette mission s’attelle à mettre en place une institution à vocation culturelle, sociale et pédagogique destinée à « reconnaître et mettre en valeur la place des populations immigrées dans la construction de la France ».
Le projet de musée de l’Histoire de l’immigration est annoncé le 8 juillet 2004 par Jean-Pierre Raffarin, alors premier ministre, qui annonce qu’il « sera hébergé dans un lieu emblématique, central et prestigieux : le palais de la Porte-Dorée », et dévoile, en s’appuyant sur le rapport remis par Jacques Toubon, « un projet ambitieux de musée largement ouvert au grand public et aux scolaires, conçu comme un point de repère national, un réseau d’acteurs, un lieu fédérateur d’initiatives déjà existantes, une vitrine de la culture vivante de l’immigration aujourd’hui ». C’est à cette occasion que le projet est baptisé « Cité nationale de l’histoire de l’immigration ».
La cité va d'abord prendre la forme d'un groupement d'intérêt public (GIP) en 2005 pour ensuite devenir un établissement public administratif (EPA) en 2007. Luc Gruson qui a assuré la direction de l'ADRI depuis 1995, assure la direction de la mission de préfiguration, puis du GIP de préfiguration de la Cité nationale de l'histoire de l'immigration jusqu'en 2007. Après trois années comme directeur général adjoint de l'établissement public, il redevient en 2010 le directeur général, succédant à Patricia Sitruk.
En 2007, à la suite de l’instauration par le président de la République Nicolas Sarkozy d’un « ministère de l’Immigration et de l’Identité nationale », huit historiens (Marie-Claude Blanc-Chaléard, Geneviève Dreyfus-Armand, Nancy L. Green, Gérard Noiriel, Patrick Simon, Marie-Christine Volovitch-Tavarès et Patrick Weil) démissionnent en signe de protestation. Selon eux, associer immigration et identité nationale va à l’encontre des objectifs du projet. Peu après, Gérard Noiriel publie aux éditions Agone un essai, À quoi sert l’ « identité nationale » ?, dont la conclusion intitulée « Les raisons d’une démission » s’articule autour du refus de la « récupération politique de l’histoire ».
À partir du 1er janvier 2012, le musée de l’Histoire de l’immigration et l’aquarium du palais de la Porte-Dorée sont réunis dans un nouvel établissement culturel public de l’État, chargé de développer chacun des deux projets scientifiques et culturels qui le composent et de mettre en valeur l’ensemble patrimonial du palais de la Porte-Dorée.
En mars 2015, un groupe d'extrême-droite revendique deux actes de vandalisme contre cet établissement.

## Le site du musée
Le bâtiment abritant le musée est l'ancien palais des Colonies, construit à l'occasion de l'Exposition coloniale internationale de 1931 par Albert Laprade. Appelé « musée des Colonies » de 1931 à 1935 — avec sa dédicace d'inauguration « À la France colonisatrice et civilisatrice » —, il change plusieurs fois de nom : « musée des Colonies et de la France extérieure » en 1932, « musée de la France d’outre-mer » en 1935, « musée des Arts africains et océaniens » en 1960 et « musée national des Arts d'Afrique et d'Océanie » de 1990 à 2003, année au cours de laquelle le musée ferme ses portes. Ses collections partent rejoindre celles du musée du quai Branly qui sera inauguré par Jacques Chirac en juin 2006, tandis qu'en juillet 2004, Jean-Pierre Raffarin, alors premier ministre, affecte le palais de la Porte-Dorée à la future Cité nationale de l’histoire de l’immigration.
De nouveaux travaux sont entamés en 2005 qui aboutiront à l’ouverture du musée national de l’Histoire de l’immigration en 2007, sur 16 000 m2. Son aménagement architectural a été confié à Patrick Bouchain.
Les présentations permanentes comportent 1 250 m2. Par ailleurs, il est prévu un espace de 450 m2 pour des ateliers pédagogiques.
On y trouve également un auditorium, une médiathèque ainsi que le fameux aquarium tropical qui date de la création du bâtiment.
L'aménagement respecte la construction initiale puisque l'extérieur est classé et l'intérieur est inscrit à l'inventaire supplémentaire.
L'architecte en chef des monuments historiques, Jean-François Lagneau, a fait procéder à une réfection des toitures et des façades.

## Le projet scientifique et culturel

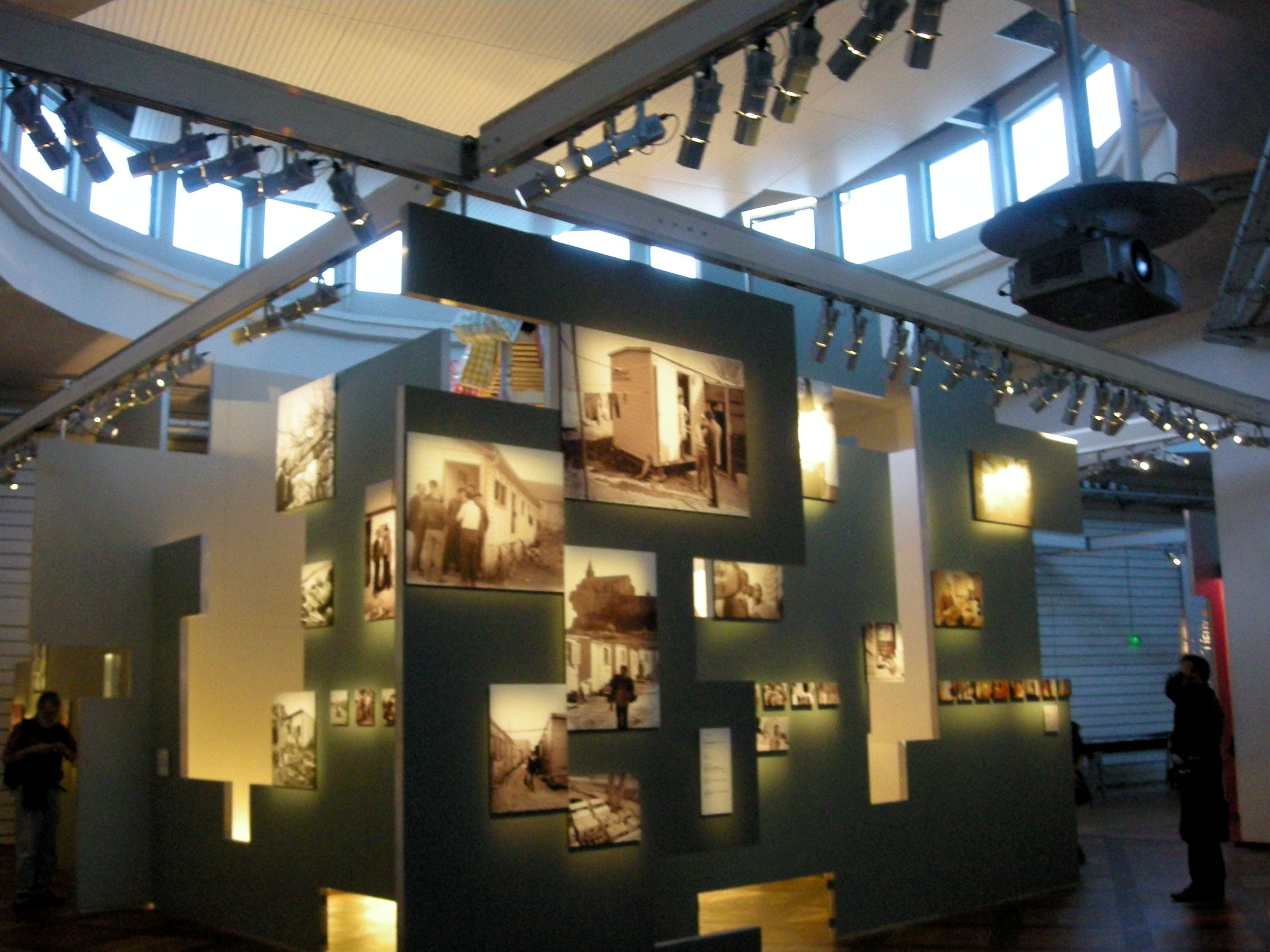
Salle d'exposition permanente « Repères »

Dans le cadre de son projet scientifique et culturel, l'« établissement public du palais de la Porte-Dorée » depuis janvier 2012 a pour missions :
- pour le Musée national de l'Histoire et des cultures de l'immigration :
  -  concevoir et gérer le musée, ensemble culturel original à caractère muséologique et scientifique, chargé de conserver et de présenter au public des collections représentatives de l’histoire, des arts et des cultures de l’immigration ;
  -  conserver, protéger et restaurer pour le compte de l’État les biens culturels inscrits sur l’inventaire du musée national de l’Histoire et des cultures de l’immigration dont il a la garde et contribuer à l’enrichissement des collections nationales ;
  -  recueillir dans un centre de ressources les documents et informations de toute nature, portant sur l’histoire et les cultures de l’immigration ainsi que sur l’intégration des personnes qui en sont issues, y compris dans leurs dimensions économique, démographique, politique et sociale, et les diffuser, notamment par voie numérique, aux publics et aux professionnels ;
  -  développer et animer sur l’ensemble du territoire un réseau de partenaires, constitué notamment d’associations, de collectivités territoriales, d’institutions scientifiques et culturelles, d’entreprises et d’organisations syndicales poursuivant des objectifs similaires ;
- pour l’Aquarium du palais de la Porte-Dorée[9] :
  - concevoir et gérer la présentation des animaux, en majorité aquatiques ou amphibies, qui illustrent la biodiversité des faunes tropicales d'eau douce et marines de la Terre ;
  - assurer leur bien-être à travers la qualité des conditions de vie qui leur sont offertes, progresser en matière de savoir aquariologique et être un pôle-ressources dans ce domaine ;
  - participer à la conservation des espèces par le biais de leur reproduction en captivité, et d'échanges avec d'autres établissements de ce type réunis au sein des réseaux WAZA et EAZA ;
  -  diffuser les connaissances associées, par des expositions temporaires, la bibliothèque, le site[16] et les partenariats avec des structures spécialisées (Union des conservateurs d'aquariums, Office français de la biodiversité, Association des musées et centres pour le développement de la culture scientifique, technique et industrielle, plateforme Océan et Climat), scientifiques (Muséum national d'Histoire naturelle, Société française d'ichtyologie) et éducatives (Éducation nationale, encyclopédie Fishipédia, collectifs Vigie Mer et Génération Mer)[17].

## L'exposition permanente
L’exposition permanente « Repères » développe sur plus de 1 100 m2 deux siècles d’histoire de l’immigration. Le parti-pris adopté est celui d’un parcours thématique prenant en compte la chronologie historique. S’ouvrant sur un dispositif cartographique, l’exposition « Repères » décrit les mouvements de population dans le monde, les migrations vers la France, ainsi que les lieux d’installation des migrants à l’intérieur du pays au tournant du XXe siècle, dans les années 1930, pendant les Trente Glorieuses et aujourd’hui. Des séquences interactives, regroupées en sept chapitres, concentrent des données sur les principales thématiques : « Émigrer », « Face à l’État », « Terre d’accueil / France hostile », « Ici et là-bas », « Lieux de vie », « Au travail », « Enracinements », « Sportifs », « Diversité ».
Le visiteur est convié à relier l’histoire collective aux histoires individuelles, à comprendre les raisons du départ, du choix de la France et à s’interroger sur les questions de l’habitat et du travail, les apports à la culture française à travers la langue, le sport, les religions et les arts… Un parcours sonore complète les documents d’archives, les objets exposés dans les vitrines, les images, les œuvres plastiques et photographiques. Il est accessible à partir d’un audioguide qui accompagne la visite.

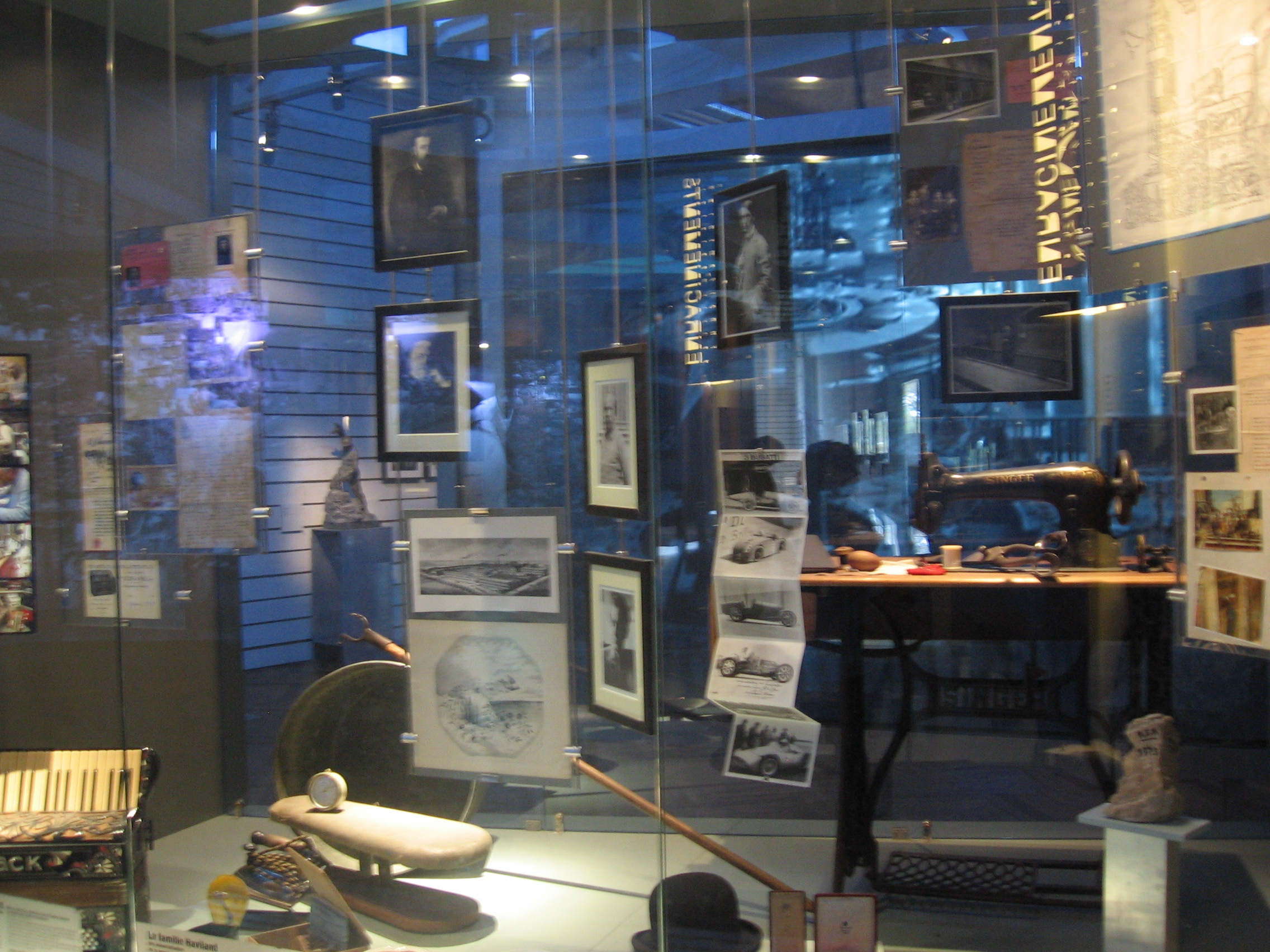
Salle d'exposition permanente.
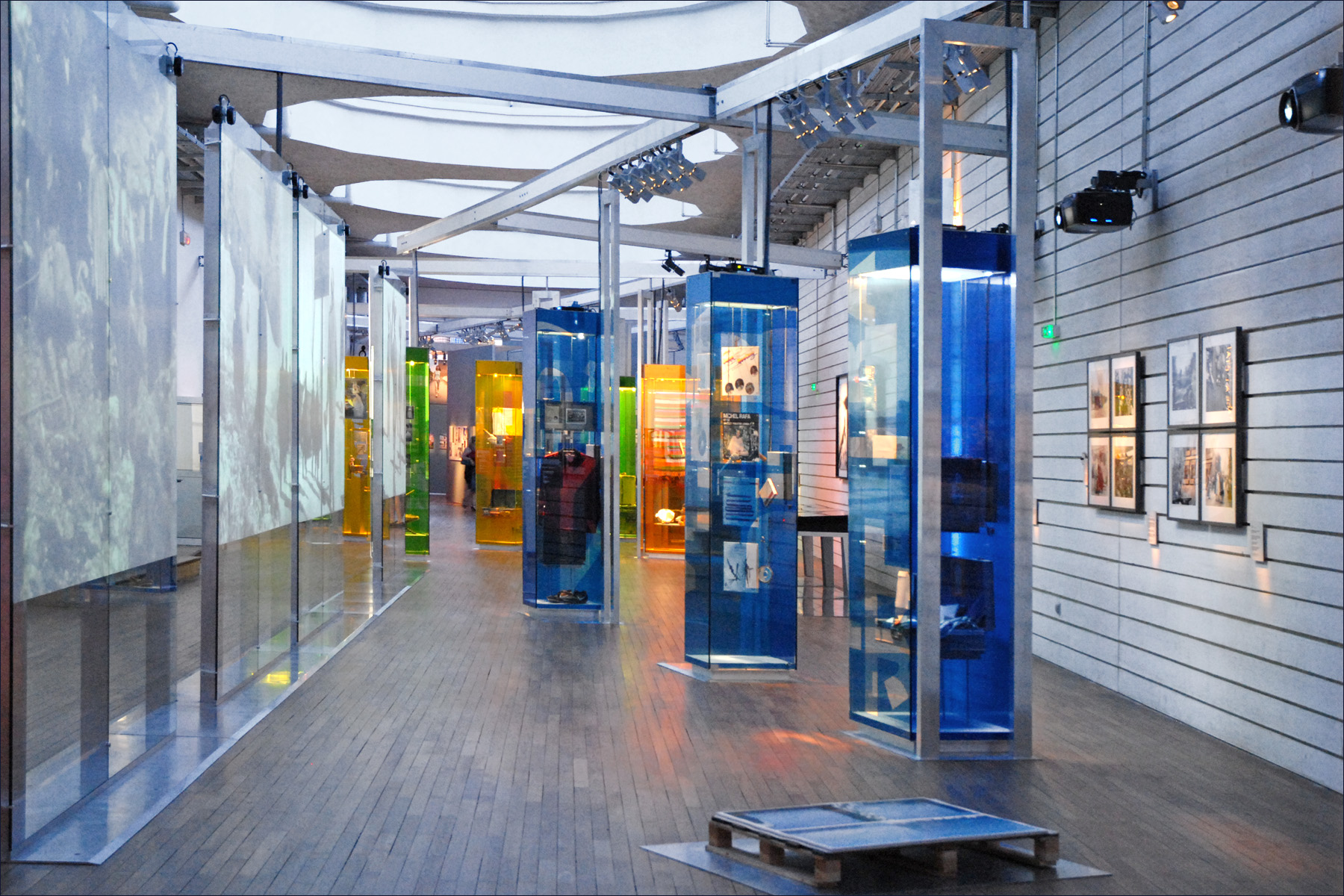
Salle d'exposition permanente.
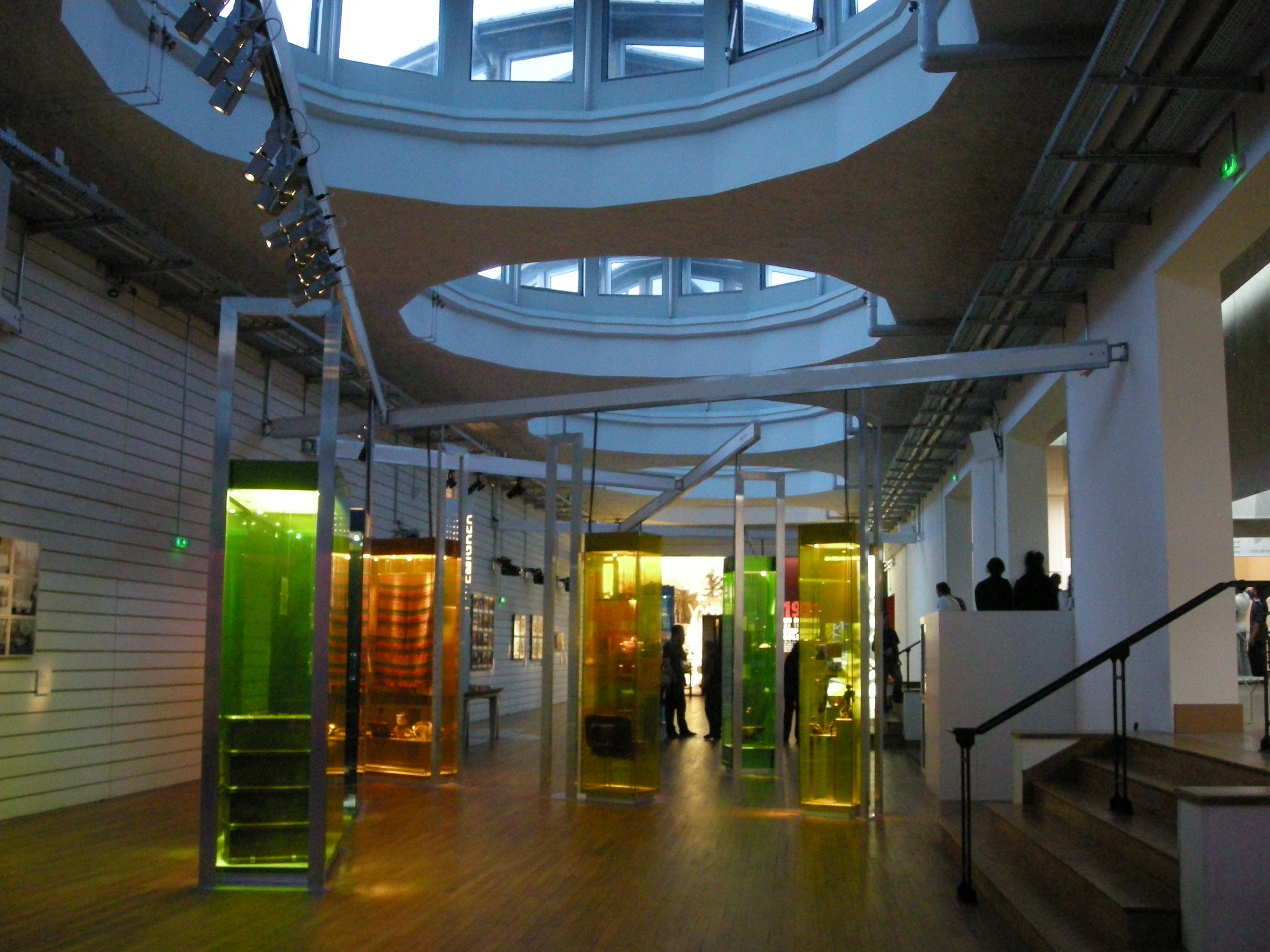
Salle d'exposition permanente.
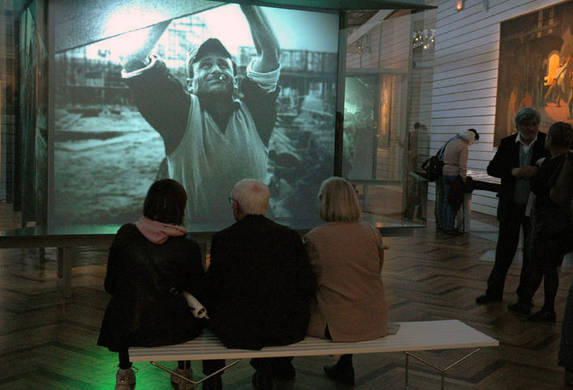
Salle d'exposition permanente.

## Les collections
Le musée national de l'Histoire de l'immigration a constitué une collection en constante évolution à partir de son installation permanente. Depuis 2005, le musée a acquis, entre autres, les œuvres d’Eduardo Arroyo, Kader Attia, Taysir Batniji, Gérald Bloncourt, Bruno Boudjelal, Mohamed Bourouissa, Robert Capa, Leonetto Cappiello, Roman Cieslewicz, Denis Darzacq, Honoré Daumier, Leonardo Cremonini, Hamid Debarrah, Gilles Delmas, Ghazel, Olivier Jobard, Karim Kal, Bogdan Konopka, Florence Lazar, Thomas Mailaender, Malik Nejmi, Melik Ohanian, Rajak Ohanian, Mathieu Pernot, Bernard Plossu, Jacqueline Salmon, Chéri Samba, Zineb Sedira, Bruno Serralongue, David Seymour, Boris Taslitzky, Djamel Tatah, Barthélémy Toguo (Road to Exile), Jacques Windenberger, Patrick Zachmann.

## La galerie des dons
Contiguë à l’exposition permanente « Repères », la galerie fait entrer à la cité des archives et objets liés à des parcours de vie. Chaque visiteur peut contribuer à cette collection en faisant un don ou un prêt. Chaque objet est accompagné d’un témoignage. Ces histoires, photos ou objets souvent transmis de génération en génération sont exposés dans un ensemble de vitrines dont le contenu est renouvelé régulièrement.
Le musée a récolté 250 objets ayant appartenu à des immigrés, célèbres ou non, comme l'étole en cachemire d'Olga, grand-mère de Macha Makeïeff, les bottes de Lazare Ponticelli, dernier poilu de la Première Guerre mondiale, la truelle de maçon de Luigi, père de François Cavanna ou encore une veste de cuisinier de Rougui Dia.

## Coût et budget
La rénovation du palais de la Porte-Dorée, confiée à l'architecte Patrick Bouchain, a coûté 20 millions d’euros. Le budget annuel de l'établissement est d'environ 7 millions d’euros, mais les recettes des entrées étaient perçues par la Réunion des musées nationaux (RMN) jusqu'en 2011.
À sa création, ne bénéficiant d'aucun soutien, le musée fut critiqué dans un contexte politique délicat. L’historien Pascal Blanchard, opposé au projet, commentait en mars 2010 : « C’est un musée fantôme à la dérive ! ». Confronté aux critiques concernant le budget de l'établissement et le peu d’entrées payantes, Luc Gruson, directeur général, se défendait ainsi au moment de sa nomination : « L’immigration, ça n’est pas glamour. On doit innover dans notre rapport au public en tissant du lien avec les associations ».
Plus de 100 000 visiteurs étaient venus en 2010 (365 000 pour l'ensemble du palais de la Porte-Dorée qui abrite également un aquarium tropical), ce qui situait la cité nationale dans la moyenne des musées de sociétés de la région parisienne. Une caractéristique de la fréquentation de ce musée, qui est ouvert depuis 2007, est l'importance des scolaires (qui représentaient en 2010 la moitié des groupes accueillis). Depuis 2010, les efforts de communication entamés par la direction avec Mercedes Erra, la mise en cohérence de la programmation autour d'une grande exposition annuelle et enfin la reprise en main de l'accueil des publics (auparavant assuré par la RMN), ont permis une augmentation spectaculaire de la fréquentation, sans moyens supplémentaires. En 2015, malgré les attentats et la baisse de l'activité de nombreux musées, le musée de l'Histoire de l'immigration a atteint 150 000 visiteurs (+ 25 % en un an) et l'établissement (musée + aquarium) atteint désormais 400 000 visiteurs par an. L'établissement, qui a été inauguré officiellement en décembre 2014, sept ans après son ouverture, a donc conquis sa place et sa légitimité au sein des institutions culturelles nationales.

## Polémiques et controverses
En juin 2023, à l'occasion de l'ouverture d'un nouveau parcours, le musée fait une campagne publicitaire en collant des affiches sur les couloirs du métro parisien. L'une d'entre elles met en scène Louis XIV suivi de l'inscription « C'est fou tous ces étrangers qui ont fait l'histoire de la France ». L'affiche fait rapidement polémique, notamment en raison de l'association des origines espagnoles du roi, et son éloignement de la nationalité française. Philip Mansel, historien britannique et spécialiste de la France, considère « [qu'] À cette époque, on voyait surtout le roi comme le symbole de la France et ce que c’était d’être Français. […] Anne d’Autriche était assez aimée à Paris. Lorsqu’elle était régente, on oubliait un peu qu’elle était étrangère. De leur côté, les Bourbons croyaient qu’ils étaient ce qu’il y avait de plus Français en France ». L'affaire fut également récupérée par l'extrême droite française sur les réseaux sociaux.

## Administration
L’administration du musée est assurée par les personnes ou les services suivants :
- un président du conseil d'administration[25] (art. 10 du décret) : « L'établissement est administré par un conseil d'administration qui comprend vingt-deux membres ») :
  - de janvier 2007 à juin 2009, Jean-François Roverato,
  - depuis mars 2010, Mercedes Erra ;
- un président du conseil d'orientation[25] (art. 20 du décret) :
  - de janvier 2007 à juillet 2014, Jacques Toubon,
  - d’août 2014 à janvier 2020, Benjamin Stora,
  - depuis janvier 2020, François Héran[26] ;
- un directeur général :
  - de 2004 à janvier 2007, le Gip CNHI : Luc Gruson,
  - de 2007 à 2011, la Cité nationale de l'histoire de l'immigration : Patricia Sitruk (2007-2010),
  - d'avril 2010 à mai 2015, Luc Gruson, d’abord au titre de la Cité nationale de l’histoire de l’immigration ; à partir de 2012 au titre de l’établissement public du palais de la Porte-Dorée (musée national de l'Histoire de l'immigration et Aquarium tropical),
  - de juin 2015 à février 2021, Hélène Orain[27],
  - de mars 2021 à juillet 2022, Pap Ndiaye[28],
  - depuis août 2022, Constance Rivière[29].
- un directeur du musée :
  - jusqu'en 2010, Hélène Lafont-Couturier,
  - de 2010 à 2015, Aude Pessey-Lux,
  - de 2016 à 2017, Aurélien Lemonier,
  - depuis 2019 : Sébastien Gökalp.

## Expositions temporaires
Des expositions temporaires accompagnées de conférences et de cycles de films sont organisées :
- Reconstruire la nation. Les réfugiés arméniens au Proche-Orient et en France. 1917-1945, du 16 octobre 2007 au 11 janvier 2008 ;
- 1931, les étrangers au temps de l'Exposition coloniale, du 6 mai-7 septembre 2008) ;
- À chacun ses étrangers (16 décembre 2008 au 19 avril 2009 ;
- Générations, un siècle d’histoire culturelle des Maghrébins en France, du 17 novembre 2009 au 18 avril 2010 ;
- Allez la France ! Football et immigration, histoires croisées, du 25 mai 2010 au 2 janvier 2011 ;
- Roman Cieslewicz. Zoom, du 1er février au 31 mai 2011 ;
- Polonia. Les Polonais en France, du 2 mars au 28 août 2011 ;
- J'ai deux amours, du 16 novembre 2011 au 24 juin 2012 ;
- Migrants en Guyane. Photographies de Frédéric Piantoni, du 15 février au 20 mai 2012 ;
- Vies d’exil, 1954-1962. Des Algériens en France pendant la guerre d’Algérie, du 9 octobre 2012 au 19 mai 2013, sous le commissariat de Benjamin Stora et Linda Amiri ;
- Pour une vie meilleure, photographies de Gérald Bloncourt, du 14 mai au 31 juillet 2013 ;
- Albums, bande dessinée et immigration. 1913-2013, du 16 octobre 2013 au 27 avril 2014 ;
- Fashion Mix. Mode d'ici, créateurs d'ailleurs, du 9 décembre 2014 au 31 mai 2015.

Les expositions temporaires sont aussi apparentes sur le site du musée.

Quelques expositions temporaires
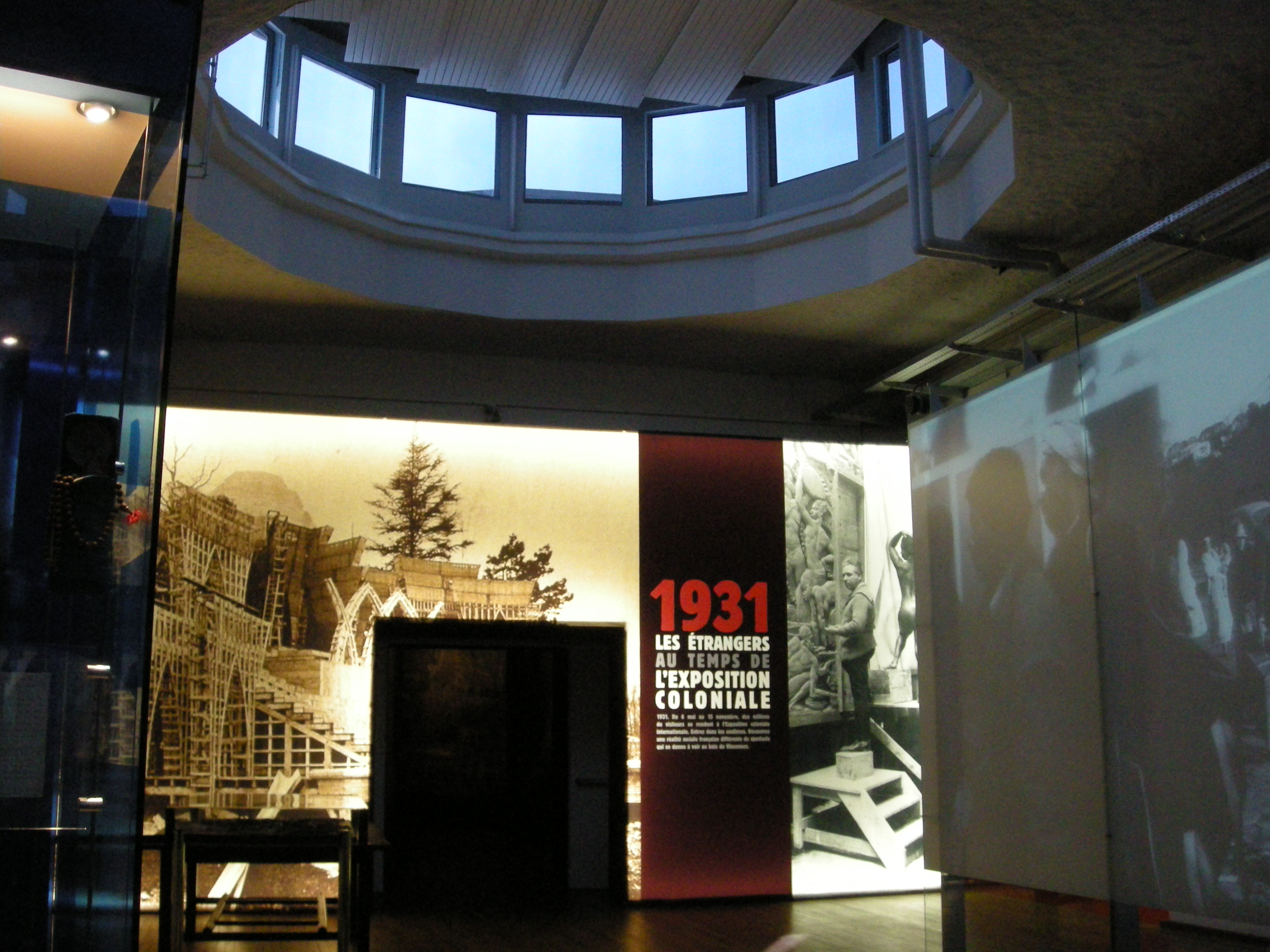
1931, les étrangers au temps de l'Exposition coloniale, en 2008.
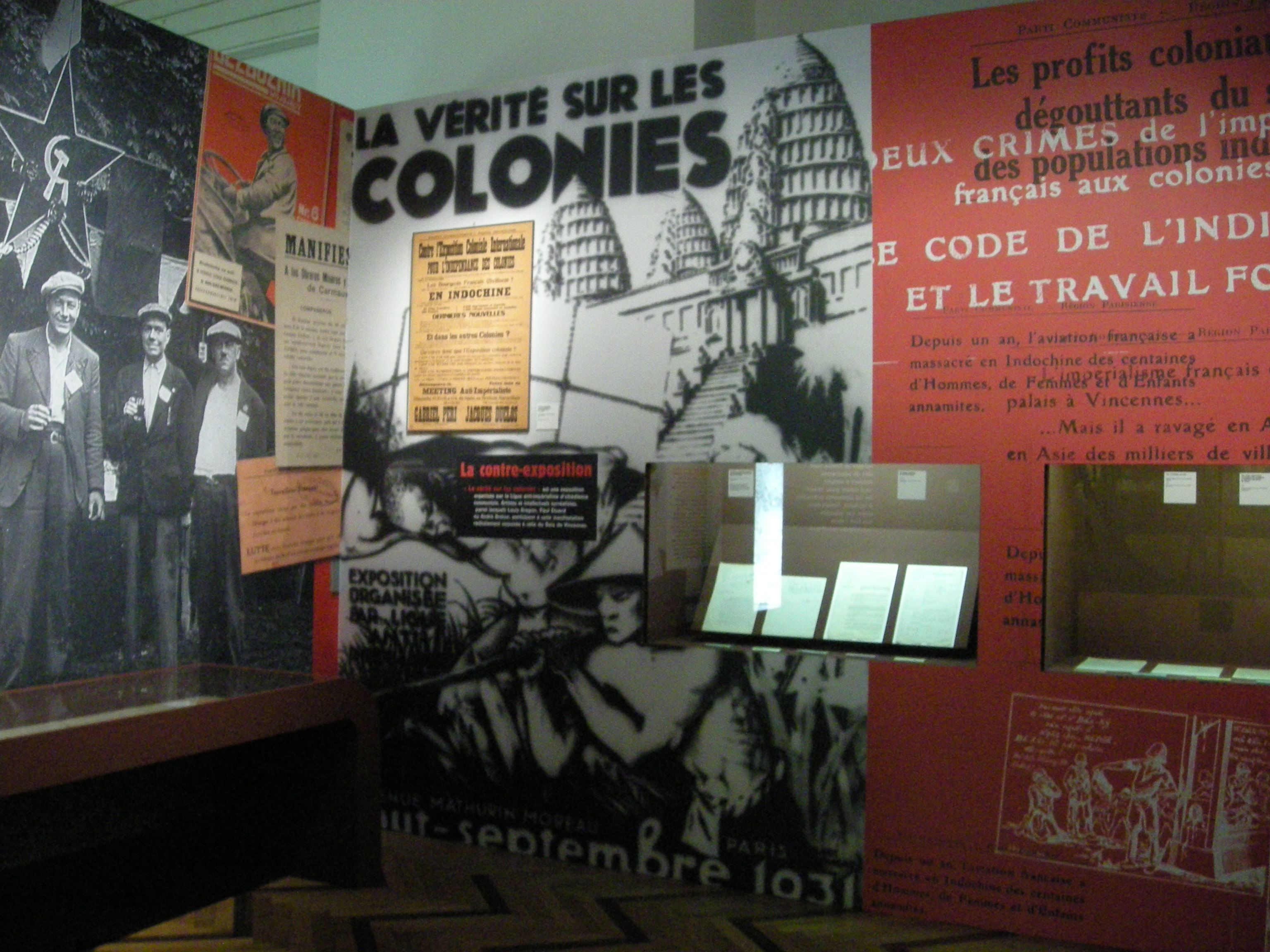
1931, les étrangers au temps de l'Exposition coloniale, en 2008.
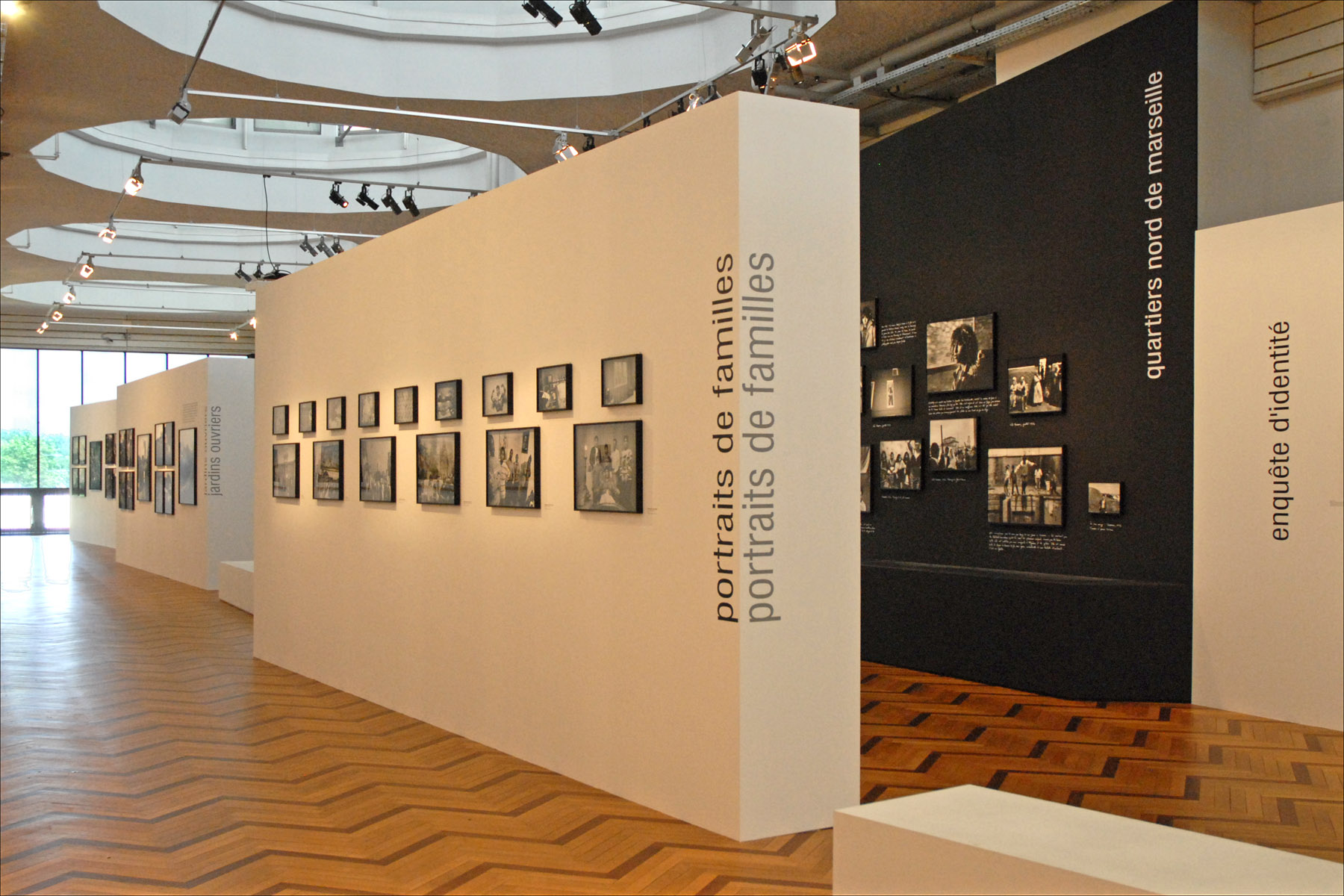
Ma proche banlieue, en 2009.
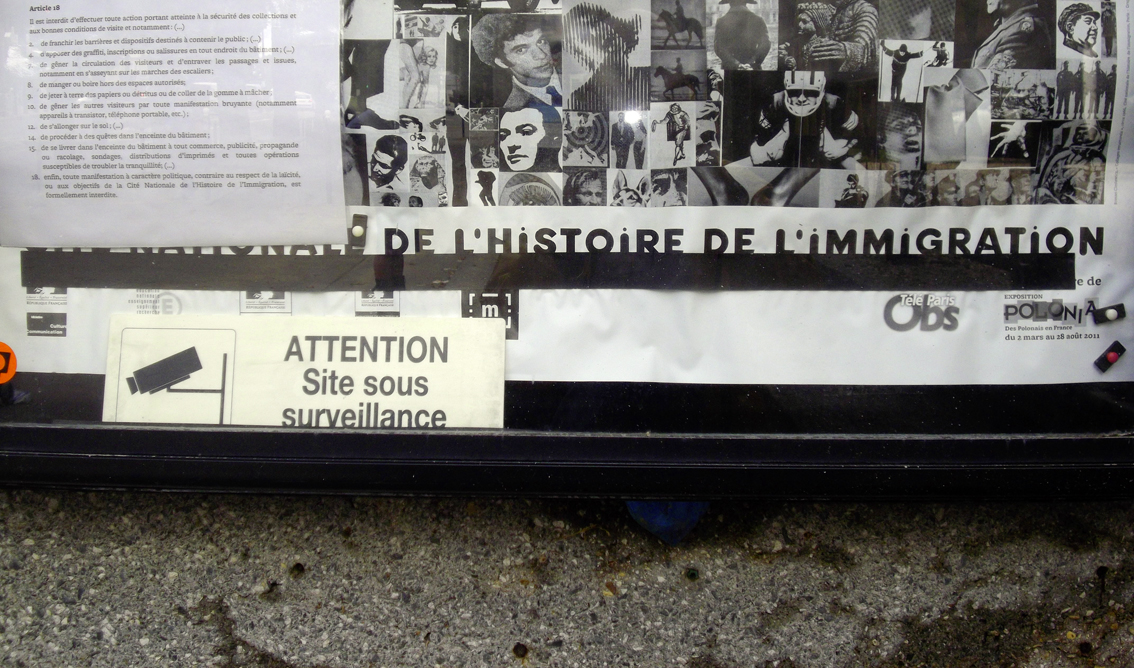
Polonia. Les Polonais en France, détail de l'affiche d'entrée, 2011.